# Лос-Беррос (Каліфорнія)
Лос-Беррос (англ. Los Berros) — переписна місцевість (CDP) в США, в окрузі Сан-Луїс-Обіспо штату Каліфорнія. Населення — 623 особи (2020).

## Географія
Лос-Беррос розташований за координатами 35°4′51″ пн. ш. 120°32′42″ зх. д. / 35.08083° пн. ш. 120.54500° зх. д. (35.080907, -120.545031).  За даними Бюро перепису населення США в 2010 році переписна місцевість мала площу 6,51 км², уся площа — суходіл.

## Демографія
Згідно з переписом 2010 року, у переписній місцевості мешкала 641 особа в 211 домогосподарстві у складі 163 родин. Густота населення становила 99 осіб/км².  Було 233 помешкання (36/км²).
Расовий склад населення:
| - 82,2 % — білих - 1,9 % — азіатів - 0,6 % — чорних або афроамериканців - 0,2 % — вихідців з тихоокеанських островів - 0,2 % — корінних американців - 7,0 % — осіб інших рас |

До двох чи більше рас належало 8,0 %. Частка іспаномовних становила 23,9 % від усіх жителів.
За віковим діапазоном населення розподілялося таким чином: 27,1 % — особи молодші 18 років, 55,1 % — особи у віці 18—64 років, 17,8 % — особи у віці 65 років та старші. Медіана віку мешканця становила 40,8 року. На 100 осіб жіночої статі у переписній місцевості припадало 90,2 чоловіків;  на 100 жінок у віці від 18 років та старших — 91,4 чоловіків також старших 18 років.
Середній дохід на одне домашнє господарство  становив 57 624 долари США (медіана — 60 565), а середній дохід на одну сім'ю — 61 613 долари (медіана — 61 149). Медіана доходів становила 30 816 доларів для чоловіків та 40 263 долари для жінок. За межею бідності перебувало 20,0 % осіб, у тому числі 36,1 % дітей у віці до 18 років та 0,0 % осіб у віці 65 років та старших.
Цивільне працевлаштоване населення становило 372 особи. Основні галузі зайнятості: фінанси, страхування та нерухомість — 20,4 %, будівництво — 16,7 %, сільське господарство, лісництво, риболовля — 13,2 %, оптова торгівля — 12,1 %.